# 태장초등학교 (경기)
태장초등학교는 대한민국 경기도 수원시 영통구 망포동에 있는 공립 초등학교다.

## 연혁
- 1919년 11월 24일 설립인가
- 1921년 4월 28일 수원군 태장공립보통학교(4년제) 개교(現 영동중학교 자리)
- 1938년 4월 1일 태장공립심상소학교로 개칭[1]
- 1941년 4월 1일 태장공립국민학교로 개칭[2]
- 1942년 4월 1일 6년제 인가
- 1982년 3월 6일 병설유치원 개원
- 1995년 4월 20일 수원시 편입
- 1996년 3월 1일 태장초등학교로 개칭[3]
- 1997년 9월 1일 급식실 준공
- 2005년 3월 1일 현 위치로 이전
- 2007년 7월 16일 남자 배드민턴부 창단
- 2009년 4월 15일 여민턴부 창단
- 2012년 3월 1일 특수학급 신설
- 2021년 1월 8일 제97회 154명 졸업 총졸업생(10,402명)
- 2021년 3월 1일 30학급(특수학급 1포함) 편성 운영
- 2021년 9월 1일 제24대 김정수 교장 취임

## 참고 자료
- 태장초등학교 - 한국교육학술정보원 학교알리미